# Ken Johnson (cestista 1978)
Kenyatta Allen Johnson, detto Ken (Detroit, 1º febbraio 1978), è un ex cestista statunitense, professionista nella NBA, nella NBDL e in Europa.

## Carriera
È stato selezionato dai Miami Heat al secondo giro del Draft NBA 2001 (49ª scelta assoluta).

## Palmarès
- Campione CBA (2002)
- CBA All-Defensive First Team (2002)
- CBA All-Rookie First Team (2002)
- Miglior stoppatore NBDL (2004)